# فريتز بلوك
فريتز بلوك (بالإنجليزية: Frederic Block)‏ هو محامي وقاضي أمريكي، ولد في 6 يونيو 1934 في بروكلين في الولايات المتحدة.